# Israel Hatzeira
Tnua Noar Jalutziut Tzionut Klalit Israel Hatzeirá (Movimiento Juvenil Jalutziano Sionista General Israel Hatzeirá) coloquialmente Israel Hatzeirá  (hebreo: ישראל הצעירה "Israel la Joven") es un movimiento juvenil creado en 1953 en México. El movimiento en su ideología tiene tres pilares, Sionismo general, Judaísmo tradicionalista liberal y Liberalismo social. Es primordial respetar la individualidad del judío y comprender el contacto íntimo, personal y único que puede tener cada persona con D's .y la religión. La tnua rescata las tradiciones básicas practicando las costumbres y transmitiendo valores humanos que se reflejan en ellas. La realización de los javerim de la tnuá es por medio de la Aliá ya que vemos que la vida plena judía se vive en el Estado de Israel. Actualmente Israel Hatzeirá está afiliada a la familia Hanoar Hatzioni y comparte diferentes espacios educativos a lo largo del año como son el Majon Joref, Majon Continental, SBM. También los madrijim se capacitan en Israel durante 9 meses en Shnat Hajshará Hanoar Hatzioni con comunidades de toda Latinoamérica.

## Historia
Hacia 1928 entra en escena Ariéh León Dulzin, quien adhería a la postura de la Unión Mundial de los Sionistas Generales y fue crucial para la creación y desarrollo de la tnuá. En ese año Dulzin emigró de Bielorrusia a México, en donde fue, entre otras cosas, Presidente de la Unión de los Sionistas generales local y posteriormente, de la Federación Sionista de México. Estaba profundamente convencido de la idea sionista General Liberal y, viendo que entre la juventud sionista entonces no existían otras opciones que las tnuot de Izquierda o Derecha, contempló la necesidad de crear un marco juvenil sionista con ideología de Centro, en el que la realización personal (aliá) fuera el máximo principal objetivo. Así fue como hacia 1950 la Unión de los Sionistas Generales de México creó la Jativá Universitaria Sionista (un movimiento para jóvenes-adultos en edad universitaria).
Casi de inmediato, las uniones de los Sionistas Generales de la Argentina y Uruguay hicieron lo propio en sus países, expandiendo la JUS hacia el sur.
Hasta el año 1953 la JUS siguió funcionando solo en el ámbito universitario, debido a que la fuerza y liderazgo de los integrantes de la Jus de México, Argentina y Uruguay eran insuficientes como para afrontar el arduo trabajo de funcionar como Tnuá Noar (movimiento juvenil). En ese año llegó a JUS de Argentina el Sheliaj de ese momento Abraham Katz. Los esfuerzos de Katz y la dedicación de los integrantes de la JUS de ese momento, hicieron que por primera vez se pudiera formar un verdadero Movimiento Juvenil Jalutziano y Sionista General. Fue entonces de 1953 del partido liberal en Israel, Tel Aviv, en conjunto con la Unión Mundial de los Sionistas Generales se decidió la creación del Movimiento, el 29 de noviembre de 1953. Este movimiento respondería a la senda sionista general bajo la ideología del liberalismo social.
Los integrantes del JUS pasaron a ser los madrijim y dirigentes de la nueva Tnuá a la que llamaron Israel Hatzeirá ( “Israel la joven”) en honor a la reciente y ansiada creación del Estado de Israel, y la JUS pasó a ser un elemento más de la Tnuá. En los años siguientes la unión mundial de los Sionistas Generales conformó en Israel la Hanagá Olamit de la tnuá, con el objetivo de representar, centralizar y expandir las actividades de la Tnuá en todo el mundo.
Este movimiento creció bajo las influencias del sionismo político de Theodor Herzl y al mismo tiempo a la luz de la doctrina de la autorrealización personal. La tnuá se fundó bajo tres principios básicos: judaísmo, sionismo y realización.

## Keinim
A lo largo de la historia de la tnuá hubo muchos keinim dispersados por todo el mundo, desde Latinoamérica, Europa y América del norte. Algunos de estos keinim históricos son:
Luego de recreada y revivida la Mazkirut Olamit en 1982, la tnuá buscó expandirse por el mundo y fundar keinim en otros países. 

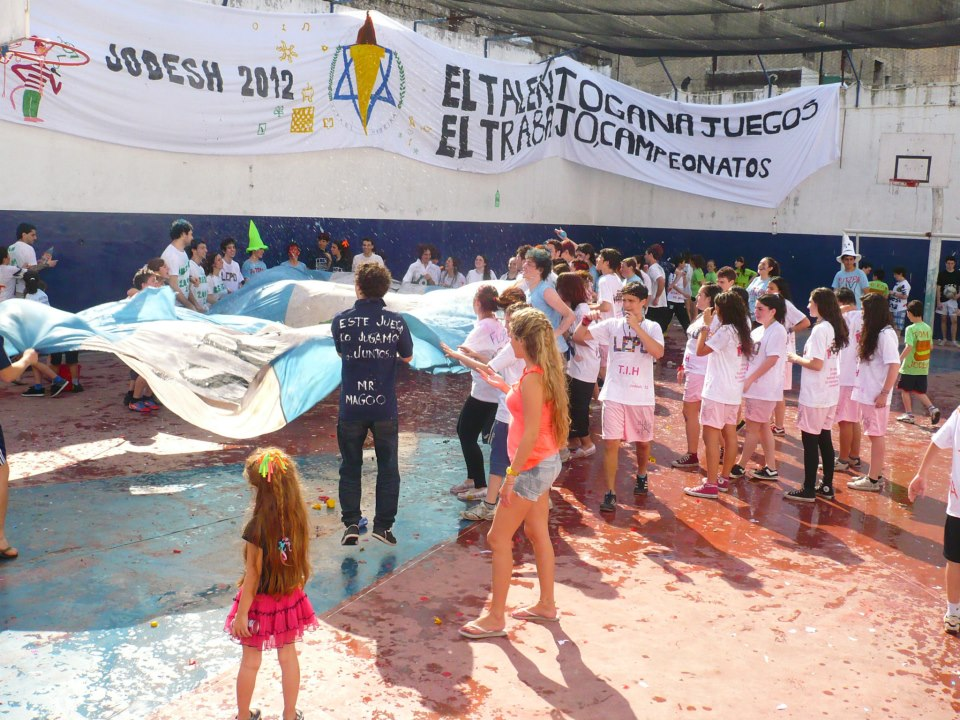
Ken Jana Szenes Buenos Aires, Argentina

Como vimos, en un principio Israel Hatzeirá funcionaba como Jativá Universitaria en México, Argentina y Uruguay, para después comenzar a funcionar como tnuá en México y Argentina y como Jativá en Uruguay, además de la creación de la Hanagá Olamit en Israel. Durante su historia, la tnuá tuvo presencia en varios países. 
Se fundan entonces en los 80 dos keinim en Brasil (San Pablo y Porto Alegre), transmitiendo mensajes diferentes a la juventud judía brasilera y una concepción liberal de la ideología sionista; y en Europa, donde también estaban presentes los problemas de falta de aliá y atenuado sionismo realizador, uno en Francia y uno en Inglaterra. Todos estos empiezan y dejan de funcionar en la década del 80, a excepción del de Uruguay, fundado en 1988. 
Otro punto de relevancia de los años 80s es la relación entre Israel Hatzeirá y la tnuá estadounidense “Metzadá”, la cual compartía ideología y objetivos. Terminó por convertirse en tnuá hermana.
La tnuá, como ya mencionamos anteriormente, comenzó a funcionar en Argentina, ofreciendo actividades vinculadas a la cultura judía, la difusión del ideal sionista, la lucha contra la discriminación y otros valores humanos. Tenían madrijim/ot, janijim/ot, recibían shlijim y mandaban a gente a Israel y a Majón LeMadrijim (actualmente parte del plan Shnat Hajshará).
Algunos keinim que funcionaron en argentina fueron el ken Dimona en 1973, ken Hertzlía entre 1982 y 1989, ken Jana Szenes entre otros. Cabe aclarar que el único ken que sigue hasta hoy en día es el ken Jana Szenes.

## Shjavot
| Shijvá         | Color                               | Edad            |
| -------------- | ----------------------------------- | --------------- |
| Gurim          | Amarillo                            | 9, 10 y 11 años |
| Tzeirim Alef   | Verde                               | 12 años         |
| Tzeirim Bet    | Verde con borde azul Francia        | 13 años         |
| Mitbagrim Alef | Azul Francia con borde verde        | 14 años         |
| Mitbagrim Bet  | Azul Francia                        | 15 años         |
| Tzofim         | Blanca                              | 16 años         |
| Tzofim Bogrim  | Mitad azul marino y mitad blanco    | 17 años         |
| Bogrim Alef    | Azul Marino                         | 18 años         |
| Bogrim Bet     | Azul marino                         | 19 años         |
| Bogrim Olim    | Azul marino con una franja blanca   | 20 y 21 años    |
| Olim           | Azul marino con dos franjas blancas | Al hacer Aliá   |

## Veidá Artzit
La Veidá Artzit es la constitución de la Tnuá Israel Hatzeirá. Toda la actividad de la tnuá está regida por esta y no se pueden violar las reglamentaciones y lineamientos allí detallados.

### Ideología
La tnuá se define como Sionista General, tomando a Theodor Hertzl como el único ideólogo. Para ser más específicos, dentro del Sionismo General se ubica en el Sionismo Realizador, el cual manifiesta que no es factible la vida judía plena si esta no se realiza en Eretz Israel ya que ahí es donde se puede concretar en su máximo potencial tanto la vida material como espiritual de los judíos. Dentro del Sionismo Realizador apunta a la autorrealización de los ideales. La tnuá forma mentes críticas, conscientes y solidarias que al llegar a Israel elijan la forma de visa que les parezca más prospera para ellos y para la sociedad israelí (kibutz, moshav, ciudad, etc).
También creen que la función de la diáspora es mirar a Israel, siempre con mente crítica y apuntando a mejorar a la sociedad y el estado israelíes.

### Estructura
La Hanagá Artzit  es el grupo de trabajo que maneja la dirección general de la tnuá. Los tafkidim (Cargos) son:
Rosh Hanagá (Director/a General)
Guizbar Artzí (Tesorero)
Rosh Jinuj  (Director/a de Educación)
Rosh Jutz  (Director/a de Relaciones Institucionales)
Mazkir/a HaKen  (Director/a de una sede de la tnuá)
La Mazkirut HaKen es la encargada de la dirección de un ken de la tnuá. Los tafkidim (Cargos) son:
Mazkir/a HaKen  (Director/a del ken)
Guizbar HaKen (Tesorero del Ken)
Rosh Jinuj HaKen (Director/a de Educación del Ken)
Rosh Tarbut HaKen (Director/a de Cultura Israelí del Ken)
Rosh Harjavá HaKen (Director/a de Marketing del Ken)

## Encuentros
A lo largo del año se hacen diferentes campamentos de 4 a 6 días dependiendo de la época en que se haga.

### Majón Joref
Majané de invierno en julio, usualmente se hace en un espacio abierto en habitaciones y dura de 4 a 6 días.

### Majané Kaitz
Majané de verano en enero, usualmente se hace en un espacio abierto en carpas y dura de 4 a 6 días. Este majané se hace en conjunto con las tnuot hermanas, Centro Juventud Sionista, Hanoar Hatzioni y Olam beiajad.

## Familia Hanoar Hatzioni

### Unión

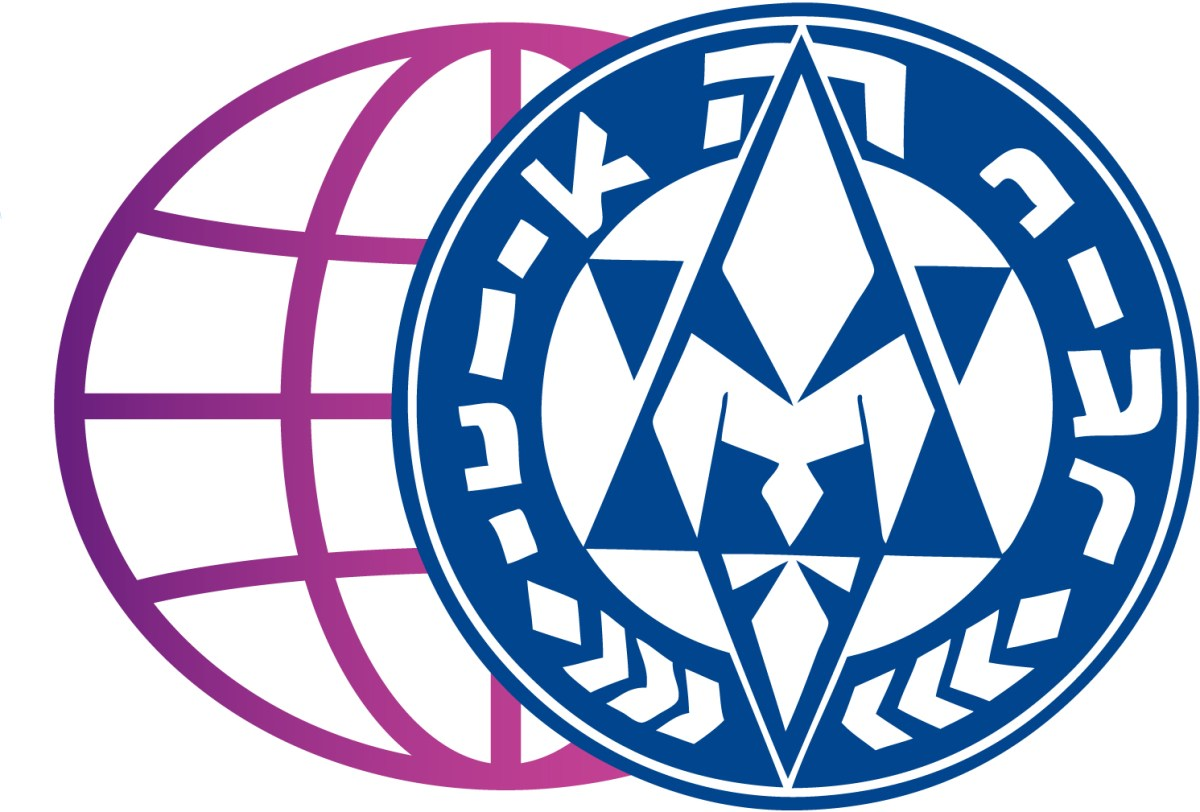
Hanoar Hatzioni Haolami

En el año 2001, la Hanagá Olamit de Israel Hatzeirá (Hanagá en Israel que representa y coordina todos los keinim de una tnuá en el mundo) se disolvió por dos grandes motivos. El primero, fue la decisión de la Organización Sionista Mundial de sólo aportar dinero a las tnuot que estuvieran por lo menos en dos o tres continentes (condición que Hatzeirá no cumplía). El segundo motivo fue que no había gente que pudiera formar una Hanagá Olamit que pudiera sostenerse, ya de por sí, todo aquel que trabajaba en Israel para la tnuá lo hacía ad honorem.
A raíz de dicha disolución, comienzan las relaciones con Hanoar Hatzioni (que sí posee una administración en Israel), por ser la más cercana ideológicamente a la tnuá y por su trabajo similar con tnuot de Chile y Brasil. Se comenzó simplemente con la inclusión de janijim en el plan Shnat Hajshará
Una de las primeras acciones de este vínculo fue la incorporación de una Shlijá (enviada desde Israel) para representar tanto a Hanoar Argentina como a Israel Hatzeirá, más tarde continuó con la participación de javerim de la tnuá en planes llevados a cabo por Hanoar como: Shnat Hajshará, SBM, Majón Joref, Majón Continental y otros marcos de capacitación.
En el año 2010 todo lo acordado se puso por escrito mediante un contrato entre ambas partes.
Gracias a la creación de un acuerdo con Hanoar Hatzioni la tnuá participa de diferentes encuentros. Estos son:

### Shnat Hagshará[4]
La Tnuá comenzó su participación en el plan Shnat de Hanoar Hatzioni en el año 2007. Es un plan de 10 meses de duración en Israel, donde los bogrim de la tnuá que ya terminaron sus estudios secundarios asisten a capacitarse con el compromiso de regresar al país a continuar la cadena educativa.
Shnat permite a sus participantes conocer gente de tnuot de todo el mundo, comprender y capacitar a los futuros líderes comunitarios del movimiento, fortalecer la identidad judía de los participantes, reforzar su identificación con el Estado de Israel ( su sociedad en particular y el pueblo judío en general). Como así también, acompañar a sus participantes en el proceso educativo y reflexivo propio.

### Majon Joref
Esta actividad es un seminario de invierno que dura aproximadamente 4 días al que concurren janijim y madrijim de tnuot de la familia Hanoar Hatzioni que están en Argentina, Paraguay, Uruguay, Chile y Brasil. Tiene como objetivo capacitar a todos los javerim en distintos temas cada año. En el invierno del 2011 fue la primera vez que la tnuá participó de un Majón Joref de la familia.

### Majon Continental[5]
Este encuentro está destinado más que nada a que los javerim que asistan reciban capacitación en cuanto a la hadrajá, el liderazgo y mismo concretar una kvutzá a para futuros Shnatim. Participan javerim de diversos países de América, como Argentina, Brasil, Costa Rica, Paraguay, Perú, Uruguay y Chile. Los janijim del Majón se dividen en kvutzot llamadas “Shlav” en las que se dan distintos contenidos en cuanto a las edades y etapas en las que se encuentran dentro de la tnuá. Hatzeirá envió a sus primeros javerim a participar del Majón Continental de Brasil en el verano del 2011.

### SBM[5]
Seminar Bogrim Maniguim es un encuentro de algunos días para bogrim de toda Latinoamérica. Allí se brinda un espacio de interacción con las tnuot pertenecientes a la familia Hanoar y sobre todo de capacitación para futuros Maniguim (líderes) de la tnuá. Israel Hatzeirá comenzó a participar del SBM en el año 2010.

## Tradiciones

### Mifkad
Constituye uno de los momentos de mayor importancia dentro de las actividades cotidianas de todo movimiento.
Su origen tiene como base la conmemoración de los muertos en el holocausto judío y en la guerras de Israel.
El mifkad es donde la tnuá en pleno se reúne para rendir honor a sus símbolos y donde se encuentran las diversas edades que conforman las kvutzot. Por este motivo, es de gran importancia que durante el mifkad se mantenga la disciplina y el orden.

### Ruaj
Dentro del mifkad deben combinarse diversas situaciones, para que dentro de su solemnidad no se convierta en algo abrumador para los janijim. Al principio de cada mifkad debe haber un momento de esparcimiento, en el que cada kvutzá pueda alentarse a sí misma o a la tnuá.
Inmediatamente después de este momento de esparcimiento se pide silencio para formar y proceder con la parte formal de la ceremonia, que consiste en anuncios diversos, el lepaked (recuento), y dependiendo la ocasión el shir Hatnuá, el Hatikva o la sismá.

### Mifkadesh

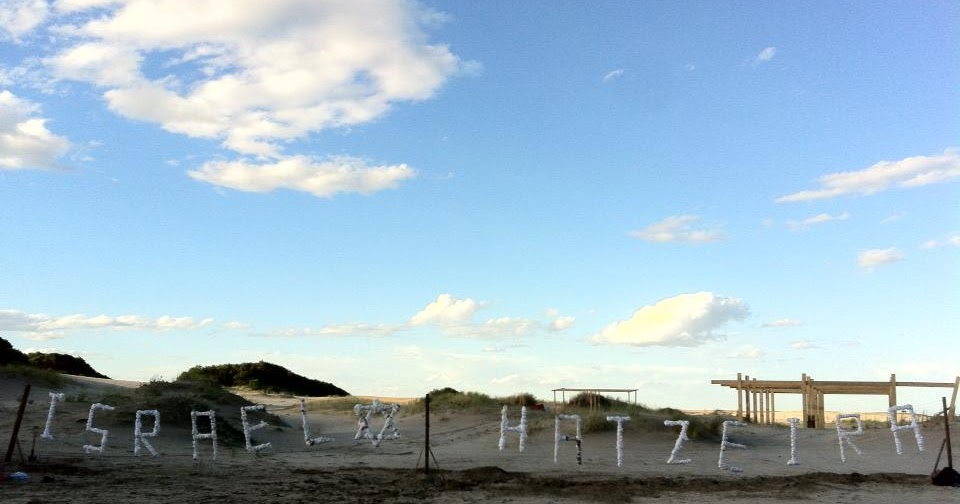
Mifkadesh en el Majané Kaitz 2012

Mifkad especial que se realiza en el Majané Kaitz, en este las distintas kvutzot van avanzando de Shijvá.
Los madrijim eligen a los janijim de su kvutzá a que pasen a encender (con fuego) una letra del Mifkadesh (Israel Y Hatzeirá). La cantidad de letras que se enciendan va a depender de la cantidad de shijavot que haya en la tnuá, de la cantidad de keinim que haya, pero siempre como mínimo debe decir Israel Hatzeirá.
Además de las kvutzot suelen pasar a encender una letra los shlijim y la kvutzá shnat.
El Rosh Jinuj es el encargado de preparar y leer el discurso para que las kvutzot avancen de Shijvá. Una vez que cada madrij entregó la Anivat a su kvutzá, forma en el lugar correspondiente a su Shijvá.
Los tzofim son los encargados del armado del mismo.

### Medurá
Esta es la fogata del Majané en la cual las Kvutzot hacen una presentación y donde luego todos dormirán toda la noche. Se realizará en la última noche. Los nuevos tzofim (Janijim más grandes) son los encargados de armarla.

### Caminata
En cada Majané antes del Mifkadesh se realiza una caminata la cual principalmente significa el último esfuerzo para pasar de Shijvá.

### Shmirá
Guardia que se realiza en los Majanot. De esta participan: dos Ajraím (responsable o encargados de la shmirá) y más personas de cada kvutzá (generalmente dos por kvutzá) que se encargaran de la seguridad del campamento durante la noche (durante el sheket).

### Torem
Torre realizada con maderas por los Javerim que van a la vanguardia del Majané, su función principal es que el Ajraí (responsable de la shmirá) de la shmirá pueda estar ubicado allí, ya que al estar en altura tienen una mayor visión.
En ella estará colocada la bandera de la tnuá, con la que se realizará el tradicional “robo de la bandera”.

### Jodesh
Es una competencia cultural y deportiva entre las kvutzot de cada ken de la tnuá. El jodesh está dividido en los siguientes aspectos:
Jidón: competencia en el que se evalúa la joveret (cuadernillo) con el tema del jodesh.
IomSport: Día en que se realizan competencias deportivas entre las kvutzot.
Bandera Kvutzatí: Cada kvutzá prepara una bandera del grupo con mención al tema del jodesh.
Indumentaria de la kvutzá (remera): Al igual la bandera esta es con respecto al tema del jodesh
Kishut: Un kishut es un espacio que se le otorga a cada kvutzá en el jodesh en el que se expone de manera creativa y artística todo lo aprendido en el mismo.